# تورنکی
تُورِنْکی (تلفظ فنلاندی: [ˈtureŋki]) یک مرکز جمعیتی در شهرداری یاناککالا، فنلاند، با جمعیتی حدود ۷۵۰۰ نفر است. گفته شده‌است که تورنکی از تورینگه, تورینگ یا تورنجی ترجمه شده‌است. این مرکز به همراه ترواکوسکی یکی از بزرگ‌ترین مراکز جمعیتی یاناککالا است. تورنکی با فاصله ۱۳ کیلومتر (۸٫۱ مایل) از جنوب شرقی شهر همن‌لینا قرار دارد.

## ایستگاه راه‌آهن
ترواکوسکی یکی از بزرگ‌ترین مراکز جمعیتی یاناککالا است. تورنکی با فاصله ۱۳ کیلومتر (۸٫۱ مایل) از جنوب شرقی شهر همن‌لینا قرار دارد.
در ۱۲ مارس ۱۹۴۰، مخرب‌ترین حادثه قطار در تاریخ فنلاند در تورنکی اتفاق افتاد که در آن ۳۹ نفر کشته و ۶۹ نفر مجروح شدند.
تورنکی شامل قدیمی‌ترین ایستگاه راه‌آهن فنلاند است که در سال ۱۸۶۲ به عنوان بخشی از راه‌آهن هلسینکی–همن‌لینا ساخته شد. همچنین کارخانه‌ای متعلق به والیو که عمدتاً محصولات لبنی تولید می‌کند، در این شهر قرار دارد.

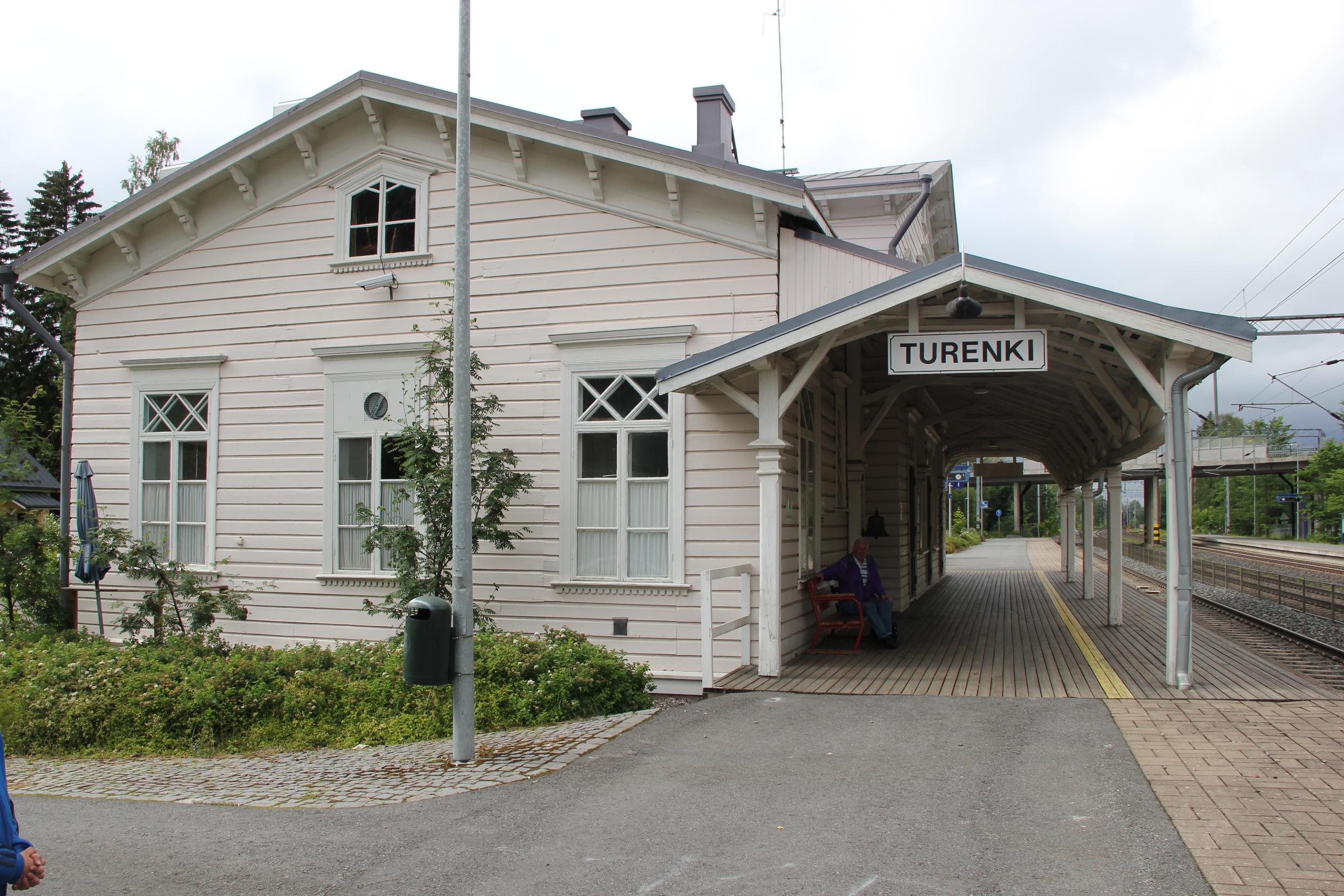
ایستگاه راه‌آهن تورنکی قدیمی‌ترین ایستگاه در نوع خود در کل فنلاند است